# Nesscliffe

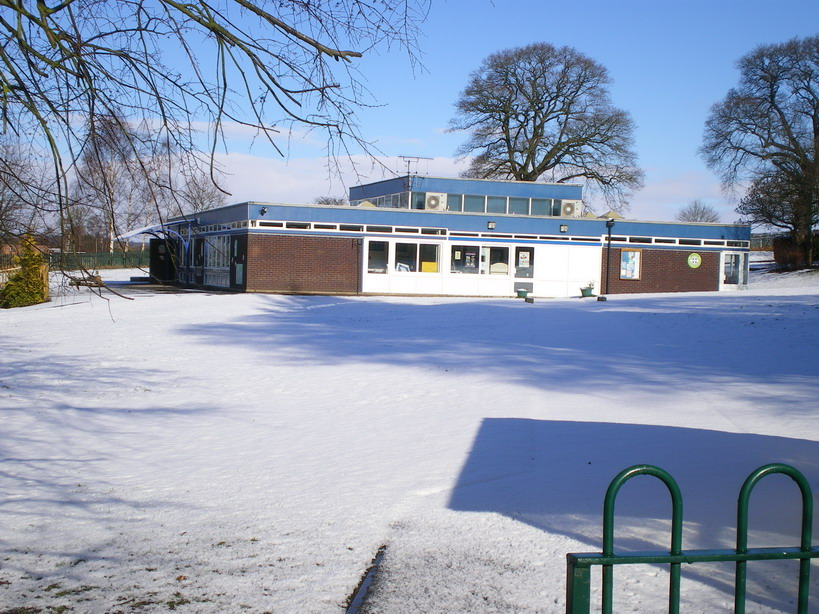
L'école primaire de Nesscliffe sous la neige.

Nesscliffe est un village du borough de Shrewsbury and Atcham dans le Shropshire, en Angleterre.
Le village est contourné par la route A5. Non loin se trouve une petite base de la British Army, ainsi que la caverne qui servait de repaire au bandit de grand chemin Humphrey Kynaston (en) au début du XVIe siècle.